# لورا إيفانز
لورا إيفانز (بالإنجليزية: Laura Evans) هي ممثلة بريطانية، ولدت في 1982 في Merthyr Tydfil ‏ في المملكة المتحدة.

## وصلات خارجية
- لورا إيفانز على موقع IMDb (الإنجليزية)